# Tadeusz Zieliński (lekkoatleta)
Tadeusz Zieliński (ur. 15 marca 1946 w Przyłękach, zm. 26 sierpnia 1977 w Poznaniu) – polski lekkoatleta, olimpijczyk, starszy kapral MO do spraw MTP.

## Osiągnięcia
Specjalizował się w biegach długodystansowych. Startował na igrzyskach olimpijskich w Monachium w 1972 w biegu na 3000 metrów z przeszkodami, ale odpadł w eliminacjach. Był mistrzem Polski na tym dystansie w 1970, wicemistrzem w 1976 i brązowym medalistą w 1969. W latach 1970–1976 jedenaście razy startował w reprezentacji Polski w meczach międzypaństwowych (1 zwycięstwo indywidualne). Zginął tragicznie w wypadku samochodowym.
Został pochowany na Cmentarzu Junikowo w Poznaniu.

## Rekordy życiowe
- Bieg na 1500 metrów – 3:47,2 s.
- Bieg na 3000 metrów – 8:07,2 s.
- Bieg na 5000 metrów – 14:07,0 s.
- Bieg na 10 000 metrów – 29:47,6 s.
- Bieg na 3000 metrów z przeszkodami – 8:24,6 s. (31 sierpnia 1975, Warszawa) – 19. wynik w historii polskiej lekkoatletyki (maj 2021)[6]